# Такіабад (Талеш)
Такіабад (перс. تكي اباد) — село в Ірані, у дегестані Тула-Руд, в Центральному бахші, шагрестані Талеш остану Ґілян. За даними перепису 2006 року, його населення становило 875 осіб, що проживали у складі 197 сімей.

## Клімат
Середня річна температура становить 14,13°C, середня максимальна – 27,38°C, а середня мінімальна – -0,38°C. Середня річна кількість опадів – 766 мм.
| Клімат поселення                              | Клімат поселення | Клімат поселення | Клімат поселення | Клімат поселення | Клімат поселення | Клімат поселення | Клімат поселення | Клімат поселення | Клімат поселення | Клімат поселення | Клімат поселення | Клімат поселення | Клімат поселення |
| Показник                                      | Січ.             | Лют.             | Бер.             | Квіт.            | Трав.            | Черв.            | Лип.             | Серп.            | Вер.             | Жовт.            | Лист.            | Груд.            |                  |
| Середній максимум, °C                         | 9,49             | 10,28            | 12,34            | 17,63            | 22,41            | 25,05            | 27,38            | 27,06            | 23,73            | 20,55            | 15,79            | 11,55            |                  |
| Середня температура, °C                       | 4,55             | 5,34             | 7,38             | 12,70            | 17,48            | 20,10            | 23,39            | 23,05            | 19,72            | 16,51            | 11,78            | 7,55             |                  |
| Середній мінімум, °C                          | −0,38            | 0,40             | 2,45             | 7,75             | 12,54            | 15,16            | 19,38            | 19,05            | 15,72            | 12,53            | 7,78             | 3,54             |                  |
| Норма опадів, мм                              | 74               | 64               | 67               | 52               | 38               | 24               | 10               | 33               | 82               | 121              | 95               | 106              |                  |
| Середньомісячна швидкість вітру, м/с          | 2.30             | 2.40             | 2.40             | 2.38             | 2.38             | 2.60             | 2.64             | 2.39             | 2.23             | 2.00             | 1.92             | 2.02             |                  |
| Середньомісячна сонячна радіація, кДж/м²·день | 6789             | 9083             | 11208            | 15885            | 20207            | 23040            | 23934            | 20244            | 16434            | 11209            | 8433             | 6448             |                  |
| --------------------------------------------- | ---------------- | ---------------- | ---------------- | ---------------- | ---------------- | ---------------- | ---------------- | ---------------- | ---------------- | ---------------- | ---------------- | ---------------- | ---------------- |
| Джерело:                                      |                  |                  |                  |                  |                  |                  |                  |                  |                  |                  |                  |                  |                  |